# Siamanna
Siamanna är en ort och kommun i provinsen Oristano i regionen Sardinien i Italien. Kommunen hade 809 invånare (2017).